# Oulobophora internata
Oulobophora internata là một loài bướm đêm trong họ Geometridae.